# Новгородський погром
Новгородська різанина — масові вбивства населення стародавнього Новгорода, вчинені в ході походу опричного війська Івана IV Грозного в 1569—1570 під його особистим керівництвом.
Хоча спочатку ця різанина була актом помсти за зраду місцевої православної церкви, вона швидко стала, мабуть, найжорстокішою опричниною із жертвами, оціненими до п'ятнадцяти тисяч, і незліченними актами надзвичайної жорстокості. Після нападу Новгород втратив свій статус одного з провідних міст колишньої Русі, понівечений винищенням громадян у поєднанні з нападом Івана IV Грозного на навколишні сільськогосподарські угіддя.

## Історія
У грудні 1569 Іван Грозний, підозрюючи новгородців у співучасті у «змові» нещодавно вбитого за його наказом князя Володимира Андрійовича Старицького і одночасно в намірі передатися польському королю Сигізмунду II Августу, виступив з великим військом опричників проти Новгорода.
Приводом до цього послужив донос, поданий якимось волоцюгою, покараним у Новгороді, у якому новгородці на чолі з архієпископом Піменом звинувачувались у намірі посадити на престол князя Володимира Старицького та передати Новгород і Псков польському королю. Донос був відверто безглуздий і суперечливий, оскільки новгородцям приписувалися два несумісні прагнення.
Вирушивши на Новгород восени 1569, опричники влаштували масові вбивства і грабежі в Твері, Клину, Торжку та інших містах: було вбито 1505 осіб, в основному — ув'язнених литовських і татарських бранців, а також виселених зі своїх будинків псковичів і новгородців, заскочених опричниками по дорозі з Москви. У Тверському Отроч монастирі в грудні 1569 Малюта Скуратов особисто задушив митрополита Пилипа, який відмовився благословити похід московитів на Новгород.
2 січня 1570 передові загони на чолі з В. Г. Зюзіним підійшли до Новгорода й оточили місто заставами, опечатали казну в монастирях, церквах і приватних будинках, заарештували і поставили «на правьож» ченців, священиків і видних новгородців. 6 січня біля міста з'явився сам Іван Грозний.
8 січня, під час зустрічі опричного війська новгородським духовенством на Великому мосту через Волхов, цар звинуватив у зраді архієпископа Пімена. Останній був арештований і поміщений у в'язницю.

### Страти в Новгороді
У Новгороді було страчено із застосуванням різних тортур значне число городян, включаючи жінок і дітей. Точний підрахунок жертв вівся лише на перших порах, коли Іван Грозний цілеспрямовано знищував місцеву знать і наказових, влаштувавши суд в «Рюриковому городищі» (було вбито 211 поміщиків і 137 членів їх сімей, 45 дяків і наказових, стільки ж членів їх сімей). Серед убитих виявилися: головні дяки Новгорода К. Румянцев і А. Бессонов, боярин В. Д. Данилов, що завідував гарматними справами, а також найвизначніший боярин Ф. Сирків, який брав раніше участь у складанні «Великих Четьїх-Міней» і побудував своїм коштом кілька церков (його спочатку занурили у крижану воду Волхова, а потім живцем зварили в казані). Після цього цар почав об'їжджати новгородські монастирі, відбираючи у них все майно, а опричники здійснили напад на новгородський посад (що залишався доти недоторканим), вбивши багатьох новгородців. З храму св. Софії були зняті Василівські ворота і перевезені в тодішню «столицю опричнини» Олександрову слободу.
Страти тривали до 15 лютого. Було страчено із застосуванням різних тортур численних городян, включаючи жінок і дітей. За повідомленням російської повісті про розгром Новгорода, Іван велів обливати новгородців запальною сумішшю і потім, обгорілих і ще живих, скидати в Волхов; інших перед утопленням волочили за саньми. Священники і ченці після різних знущань забивали до смерті палицями і скидали в річку. Сучасники повідомляють, що Волхов був загачений трупами; живі перекази про це зберігалися ще в XIX столітті. Новгородський літописець розповідає, що були дні, коли число вбитих досягало півтори тисячі; а дні, коли московити вбивали по 500—600 осіб, вважалися щасливими.

### Страти в Пскові
З Новгорода Грозний відправився до Пскова. У Пскові цар власноручно вбив ігумена Псково-Печерського монастиря Корнилія. Про вбивство преподобного розповідає Третій Псковський літопис, згадує Андрій Курбський, а також «Повість про початок і заснування Печерського монастиря» (кінець XVI століття), в якій мовиться: «Від тлінного цього житія земним царем предпослан до Небесного Царя в вічне житло». У царському «синодику опальному» Корнилій був позначений першим в списку осіб, страчених у Пскові. Його слуги також убили старця Вассіана Муромцева (з яким колись листувався А. М. Курбський), двох городових прикажчиків, одного іддячого і 30-40 боярських дітей.
Грозний обмежився тільки стратою кількох псковичів і грабунком їх майна. У той час, як свідчить переказ, він гостював у одного псковського юродивого Миколи Салоса. Коли прийшов час обіду, Нікола простягнув Грозному шматок сирого м'яса зі словами: «На, з'їж, ти ж харчуєшся м'ясом людським», а після — погрожував Івану багатьма бідами, якщо той не пощадить жителів. Грозний, не послухавшись, наказав зняти дзвони з одного псковського монастиря. В той же час упав під царем його кращий кінь, що справило враження на Івана. Цар поспішно покинув Псков і повернувся в Москву, де знову почалися розшуки і страти.